# Rosario (Mayagüez)
Rosario es un barrio ubicado en el municipio de Mayagüez en el estado libre asociado de Puerto Rico. En el Censo de 2010 tenía una población de 1403 habitantes y una densidad poblacional de 269,91 personas por km².

## Geografía
Rosario se encuentra ubicado en las coordenadas 18°10′4″N 67°5′26″O / 18.16778, -67.09056. Según la Oficina del Censo de los Estados Unidos, Rosario tiene una superficie total de 5.2 km², que corresponden a tierra firme.

## Demografía
Según el censo de 2010, había 1403 personas residiendo en Rosario. La densidad de población era de 269,91 hab./km². De los 1403 habitantes, Rosario estaba compuesto por el 86.03% blancos, el 4.42% eran afroamericanos, el 0.21% eran amerindios, el 6.99% eran de otras razas y el 2.35% pertenecían a dos o más razas. Del total de la población el 99.43% eran hispanos o latinos de cualquier raza.